# Discocalyx euphlebia
Discocalyx euphlebia är en viveväxtart som beskrevs av Elmer Drew Merrill. Discocalyx euphlebia ingår i släktet Discocalyx och familjen viveväxter. Inga underarter finns listade i Catalogue of Life.